# Figueroa (departement)
Figueroa is een departement in de Argentijnse provincie Santiago del Estero. Het departement (Spaans:  departamento) heeft een oppervlakte van 6.695 km² en telt 17.495 inwoners.

## Plaatsen in departement Figueroa
- Bandera Bajada
- Colonia San Juan
- La Cañada
- La Invernada
- Villa Figueroa